# Mizzi Manethová
Mizzi Manethová (německy Mizzy Maneth, Maria Maneth, plným jménem Maria Antonia Manethová; 14. srpna 1898 Uničov – 31. prosince 1971 Západní Německo) byla moravská archeoložka německé národnosti. Pracovala v uničovském Městském muzeu a významně se podílela na vzniku a zachování uničovské archeologické sbírky. Po druhé světové válce byla nuceně vysídlena do jihozápadního Německa.

## Biografie
Narodila se roku 1898 v Uničově kováři Maximilianovi Manethovi a jeho ženě Marii, navštěvovala zde obecnou a měšťanskou školu.
Asi od roku 1919 pracovala v uničovském Městském muzeu jako pomocnice plukovníka Vinzenze Reimera, který byl předsedou místního muzejního spolku. Nejpozději od roku 1929 se podílela na archeologických výzkumech, kde se seznámila s Karlem Schirmeisenem, penzionovaným ředitelem jedné brněnské školy, který se zajímal o prehistorii. Mizzi Manethová po stárnoucím Vinzenzi Reimerovi brzy převzala vedení archeologických výzkumů v Uničově a okolí, na kterých dále spolupracovala s Karlem Schirmeisenerem. Výzkumy byly vedeny na tehdejší dobu poměrně průkopnickými metodami i s velkou pečlivostí.
Z korespondence mezi Manethovou a Schirmeisenem vyplývá, že zatímco mezi sebou měli vřelý profesní vztah, před jinými muži měla podle pokynů svého nadřízeného Reimera mlčet a – podle svých slov – „předstírat, že [je] hloupá“. Vedle toho si v dopisech stěžovala i na nízký plat (nižší než pro služku), který jí sotva stačil na živobytí.
Po Mnichovské dohodě roku 1938 byl Uničov přičleněn k Německé říši a od roku 1939 byl součástí Říšské župy Sudety. Uničovské muzeum se tím dostalo pod správu Úřadu pro pravěk a s tím přišly nové požadavky na systematizaci sbírek a vedení výzkumů (v předválečném Československu stát archeologii nijak nereguloval). V roce 1940 se tak Mizzi Manethová stala pověřenkyní pro pravěk Uničovska a Šternberska. Z Uničovského muzea se pod jejím vedením stal moderní archiv. Nacistický stát archeologii podporoval a profesionalizoval, zároveň byl ale přítomný i jasný ideologický požadavek, totiž přinášet důkazy o kulturní vyspělosti Germánů. Od roku 1943, z důvodu povolávání mužů na frontu, byla Mizzi Manethová pověřena archeologickou péčí také na Šumpersku. V roce 1944 ukryla uničovskou archeologickou sbírku do protileteckého krytu, sbírka tak přečkala konec války bez úhony.
Po válce dále pracovala v muzeu a ještě na podzim 1945 prováděla v okolí Uničova záchranné průzkumy. 2. srpna 1945 byla, jakožto občanka německé národnosti, dekretem prezidenta republiky zbavena československého státního občanství. Podala si žádost o navrácení občanství, protože chtěla v Uničově zůstat a dále se věnovat archeologii. I přes přímluvy kolegů, např. Jaroslava Helferta nebo Josefa Skutila, který byl nadšen z její práce, okresní národní výbor ve Šternberku žádosti nevyhověl a Mizzi Manethová byla 22. října 1946 transportována do městečka Fellbach u Stuttgartu. Zde začala pracovat na drobných záchranných výzkumech. Podílela se také na vzniku místního muzea, které bylo otevřeno v roce 1958. Místnímu muzeu se věnovala až do své smrti v roce 1971.